# بوزون‌های X و Y
در فیزیک ذرات، بوزون‌های X و Y (به انگلیسی: X and Y bosons)، ذرات بنیادی فرضی شبیه به بوزون‌های W و Z هستند. این ذرات، ذراتی جرم دار هستند و اسپین آن‌ها یک می‌باشد. بار رنگ این ذرات سه‌گانه است. هدف اصلی خلق این ذرات این بود که مشکل عدم تقارن باریون حل شود. این ذرات در واپاشی خود، باعث می شوند که ماده بیش تری از پادماده به وجود بیاید. البته در این واپاشی، پادماده هم به وجود می آید. بازه زمانی این واپاشی از۴۳- ۱۰ ثانیه تا ۳۲- ۱۰ ثانیه بعد از انفجار بزرگ بوده است